# ジー・アサートン
ジー・アサートン（Gee Atherton、1981年11月13日 - ）は、イングランド、ソールズベリー出身の自転車競技（ダウンヒル（DHI） & フォークロス（4X））選手。

## 来歴
実兄のダン・アサートン、実妹のレイチェル・アサートンもDHI & 4X選手である。
2007年
- マウンテンバイク世界選手権・DHI 3位

2008年
- マウンテンバイク世界選手権・DHI 優勝

2010年
- マウンテンバイクワールドカップ・DHI 総合優勝

2012年
- マウンテンバイク世界選手権・DHI 2位